# 上海轨道交通19号线
上海轨道交通19号线起自闵行梅陇，终至宝山杨行。19号线主要沿景洪路—华泾路—东育路—济明路—国展路—雪野路—浦东南路—公平路—天水路—甜爱路—广中路—广粤路—江杨南路—呼兰路—铁山路走行，全长约46.2km，采用地下敷设方式，设车站34座。设一场一段，在闵行吴泾地区设澄江路车辆段，与23号线共址，接轨站为虹建路站；在宝山杨行地区设置铁山路停车场，接轨站为兰岗路站。在浦东南路段与南北通道共通道。2024年3月3日首座车站江杨南路站实质性开工。
19号线计划分段开通：2027–2028年开通北段（上海宝山站至虹湾路站），2028–2029年开通南段（虹建路站至后滩站），剩余中段（世博大道站至车站北路站）受制于南北通道建设等因素，预计2031–2032年开通。
19号线的线路标识色为 C=0 M=42 Y=52 K=0。

## 历史

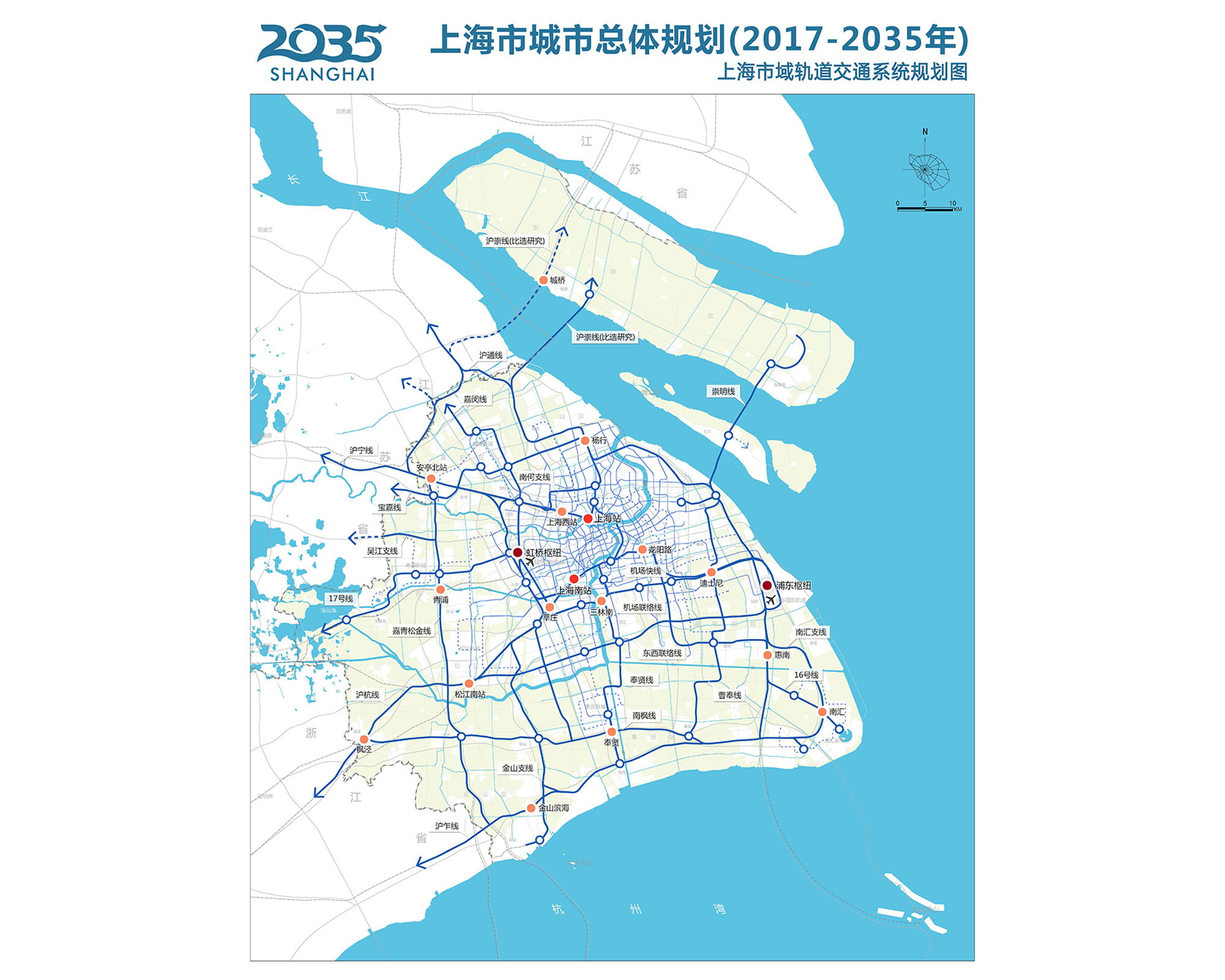
上海市城市总体规划（2017-2035年）
市域轨道交通系统规划图

浦东南路规划的地铁线路在2007年便开始在网上流传，自江杨北路至三林城。2008年浦东新区于其内部的轨道交通规划设想中提出了新增A线的设想，浦东新区内走向为浦东南路－浦三路。2011年浦东新区新一轮总体规划中浦东新区设想该线沿江杨北路－广粤路－东宝兴路－公平路－浦东南路－国展路接行3号线石龙路－上海南站段至上海南站。在浦东的十二五规划图中，亦可看到不在浦东新区的江杨北路上出现了一条新的轨交线。2016年上海编制新一轮轨交规划，崇明线停止使用“19号线”番号，改由江杨路–浦东南路线使用，总体走向改为现走向。

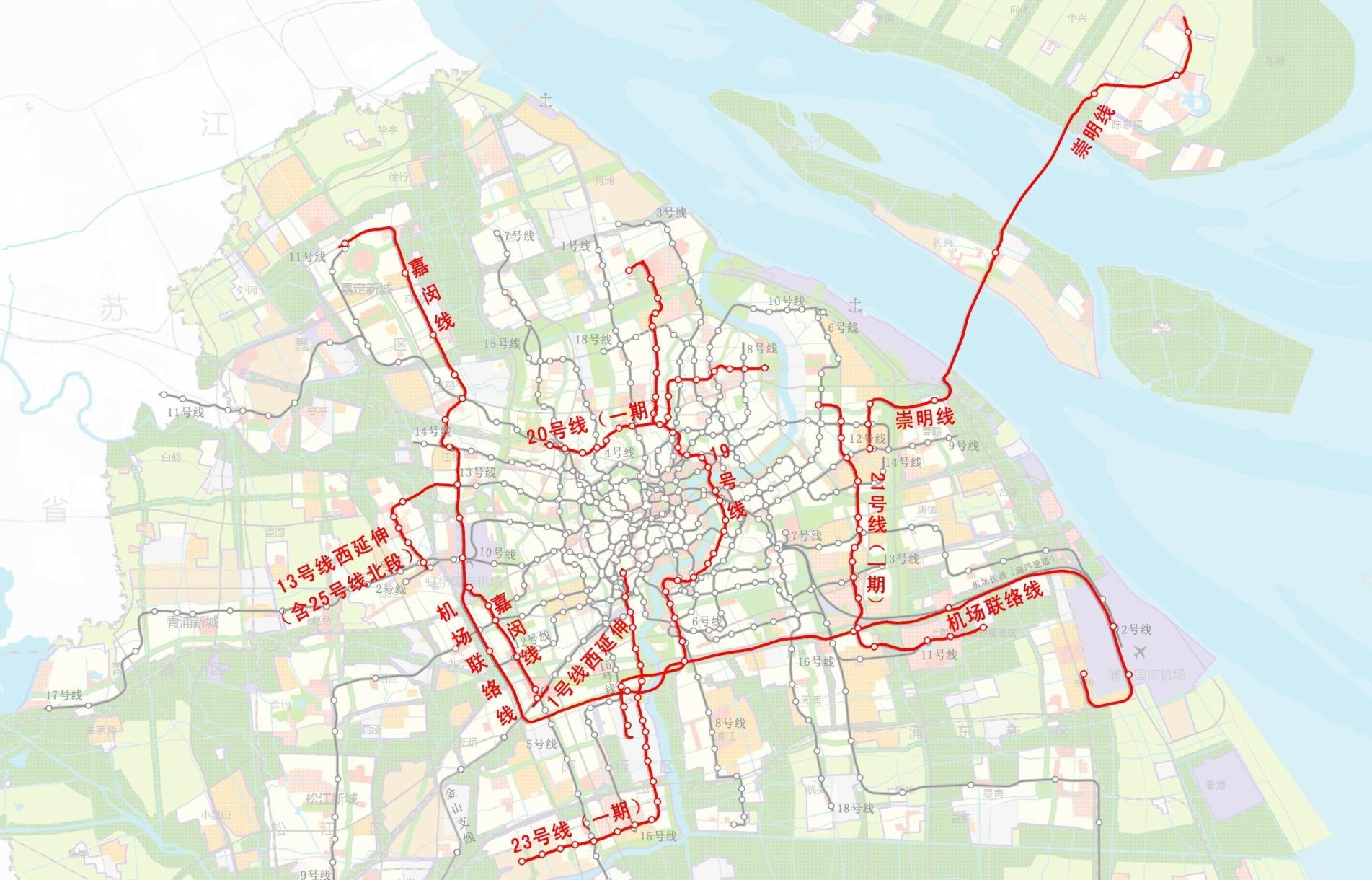
上海市城市轨道交通第三期建设规划（2018～2023年）示意图

19号线列于《上海市轨道交通近期建设规划（2017-2025）》，2016年向中央申报，2018年12月11日以《上海市城市轨道交通第三期建设规划（2018～2023年）》取得批复。其中，世博大道站、后滩站两座车站（不含线路区间）的土建工程，先行以「世博文化公园地下空间预留工程」名义启动实施，分别于2022年1月、2023年10月封顶。
因沪通铁路二期线位调整，杨行铁路枢纽北移至上海宝山站，19号线北端线位相应变更，线路长度相比原规划净增加1.7公里。该项调整列入《上海市城市轨道交通第三期建设规划调整》，2022年6月24日取得国家发改委批复。2023年4月，全线选线专项规划公示。
19号线虹口段的走向具有重大争议。在2016年的新一轮轨交规划编制时，其走向为宝兴路方案，而甜爱路方案则作为比选出现。三期规划批复时，其走向更改为虹口区政府推荐的甜爱路方案，在2022年11月南北通道规划公示图中，19号线虹口段走向即是甜爱路方案。这段时期该段的推荐方案曾于甜爱路方案和宝兴路方案之间反复比选，亦曾有提出过其他方案，最终在2023年4月的选线规划公示中选择了甜爱路方案。甜爱路站站址紧邻内山书店旧址、周恩来同志在沪早期革命活动旧址、太阳社旧址等革命文物，建设工程方案长期未取得国家文物局批复。至2025年4月，该站的动拆迁工程尚未开始。
为保障上海宝山站2027年7月投用，当局争取19号线宝山段（一二八纪念路站以北）优先通车。为此，原规划于铁山路宝杨路口东北象限的铁山路车辆基地，被调整至西南象限的上海钢琴公司地块，有关调整于2024年7月公示。原规划的铁山路车辆基地规模为32列位、并预留扩建条件，调整后仅剩16列位，致全线库容无法满足远期配车需求，需储备规划将19号线自宝山站继续北延，以提供车辆基地选址。

## 沿革
- 2019年9月10日 世博文化公园地下空间预留工程可行性研究报告批复[12]
- 2019年9月18日 世博文化公园地下空间预留工程报建[13]
- 2020年5月31日 世博大道站土建预留正式开工，首幅地墙钢筋笼吊装[14]
- 2020年12月31日 工程可行性研究及相关配套专题研究项目招标[15]
- 2021年7月28日 一期工程初步勘察招标[16]
- 2023年4月27日 选线规划公示[17]
- 2023年10月8日 环境影响评价公示[18]
- 2023年10月15日 环境影响评价报批前公示[18]
- 2023年10月31日 上海市环境保护局受理环境影响报告书[19]
- 2023年12月1日 上海市环境保护局批复环境影响报告书[20][21]
- 2023年内，19号线在名义上宣告已“完成”开工[22]。实际上，2024年3月3日，全线首座车站（江杨南路站）实质性开工。
- 2024年7月25日，宝山段局部调整公示，缩减铁山路车辆基地规模，并调整选址[11]
- 2025年1月21日，土建16标（甜爱路站、上海外国语大学站，提篮桥–海伦路–甜爱路–上海外国语大学–凉城路5个区间）招标，工期5.5年[23]，由上海市基础工程集团中标[24]。

## 车站一覽

### 换乘站
- 1819江楊南路 — 换乘18号线 站厅换乘
- 1920涼城路 — 换乘20号线 由上海宝山站方向至交通路方向，由虹建路方向至北新园路方向跨站台换乘，其余方向垂直换乘
- 41019海倫路 — 换乘4号线、10号线 通道换乘
- 1219提籃橋 — 换乘12号线 通道换乘
- 21419浦東南路 — 换乘2号线、14号线 通道换乘
- 919商城路 — 换乘9号线 通道换乘
- 419塘橋 — 换乘4号线 通道换乘
- 1319世博大道 — 换乘13号线 通道换乘
- 719後灘 — 换乘7号线 通道换乘
- 681119東方體育中心 — 换乘6号线、8号线、11号线 通道换乘
- 8-19凌兆新村 — 换乘8号线 出站换乘，远期为通道换乘
- 19-机联三林南 — 转乘机场联络线
- 1923華涇路 — 换乘23号线 通道换乘
- 1519-机联景洪路 — 换乘15号线 通道换乘，转乘机场联络线

### 车站列表
| 阶段 | 站名 (工程名)       | 里程 （米） | 站间距 （米） | 换乘路线                 | 所在地   | 车站形式                             | 开门方向注1                               |
| ---- | ------------------- | ----------- | ------------- | ------------------------ | -------- | ------------------------------------ | ----------------------------------------- |
| 北段 | 上海寶山站 (宝山站) |             |               | —                        | 寶山区   | 地下三层岛式                         | 左側                                      |
| 北段 | 鐵通路              |             |               | —                        | 寶山区   | 地下二层岛式                         | 左側                                      |
| 北段 | 鐵山路              |             |               | 原22号线（遠期）         | 寶山区   | 地下二层岛式                         | 左側                                      |
| 北段 | 蘭崗路              |             |               | —                        | 寶山区   | 地下二层岛式                         | 左側                                      |
| 北段 | 泰和路              |             |               | —                        | 寶山区   | 地下二层岛式                         | 左側                                      |
| 北段 | 江楊南路            |             |               | █ 18号线（在建）         | 寶山区   | 地下二层岛式                         | 左側                                      |
| 北段 | 呼瑪东路 (呼瑪路)   |             |               | —                        | 寶山区   | 地下三层岛式                         | 左側                                      |
| 北段 | 一二八紀念路        |             |               | —                        | 寶山区   | 地下二层岛式                         | 左側                                      |
| 中段 | 虹灣路              |             |               | —                        | 虹口区   | 地下二层岛式                         | 左側                                      |
| 中段 | 車站北路            |             |               | —                        | 虹口区   | 地下二层岛式                         | 左側                                      |
| 中段 | 廣靈四路            |             |               | █ 26号线（遠期）         | 虹口区   | 地下二层岛式                         | 左側                                      |
| 中段 | 涼城路              |             |               | █ 20号线（在建）         | 虹口区   | 地下三层、四层 与 █ 20号线组成叠岛式 | 左側（上海寶山站方向） 右側（虹建路方向） |
| 中段 | 上海外國語大學      |             |               | —                        | 虹口区   | 地下二层岛式                         | 左側                                      |
| 中段 | 甜愛路              |             |               | —                        | 虹口区   | 地下三层岛式                         | 左侧                                      |
| 中段 | 海倫路              |             |               | █ 4号线 █ 10号线         | 虹口区   | 地下四层侧式                         | 右側                                      |
| 中段 | 周家嘴路            |             |               | —                        | 虹口区   | 地下三层岛式                         | 左側                                      |
| 中段 | 提籃橋              |             |               | █ 12号线                 | 虹口区   | 地下三层岛式                         | 左側                                      |
| 中段 | 浦東南路            |             |               | █ 2号线 █ 14号线         | 浦東新区 | 地下三层岛式                         | 左側                                      |
| 中段 | 商城路              |             |               | █ 9号线                  | 浦東新区 | 地下三层岛式                         | 左側                                      |
| 中段 | 濰坊路              |             |               | —                        | 浦東新区 | 地下三层岛式                         | 左側                                      |
| 中段 | 塘橋                |             |               | █ 4号线                  | 浦東新区 | 地下四层岛式                         | 左側                                      |
| 中段 | 南碼頭路            |             |               | —                        | 浦東新区 | 地下二层岛式                         | 左側                                      |
| 中段 | 華豐路              |             |               | —                        | 浦東新区 | 地下二层岛式                         | 左側                                      |
| 中段 | 中华艺术宫南 (世博) |             |               | 磁浮线（远期）           | 浦東新区 | 地下二层岛式                         | 左側                                      |
| 中段 | 世博大道            |             |               | █ 13号线                 | 浦東新区 | 地下四层岛式                         | 左側                                      |
| 中段 | 後灘                |             |               | █ 7号线                  | 浦東新区 | 地下三层侧式                         | 右側                                      |
| 南段 | 德州路              |             |               | —                        | 浦東新区 | 地下三层岛式                         | 左側                                      |
| 南段 | 東方體育中心        |             |               | █ 6号线 █ 8号线 █ 11号线 | 浦東新区 | 地下三层岛式                         | 左側                                      |
| 南段 | 凌兆新村            |             |               | █ 8号线 █ 26号线（遠期） | 浦東新区 | 地下二层岛式                         | 左側                                      |
| 南段 | 三林南              |             |               | █ 市域机场线             | 浦東新区 | 地下二层岛式                         | 左側                                      |
| 南段 | 華涇路              |             |               | █ 23号线（在建）         | 徐汇区   | 地下二层岛式                         | 左側                                      |
| 南段 | 景洪路 (华泾西)     |             |               | █ 15号线 █ 市域机场线    | 閔行区   | 地下二层一岛一侧式                   |                                           |
| 南段 | 聯曹路              |             |               | —                        | 閔行区   | 地下二层岛式                         | 左側                                      |
| 南段 | 虹建路              |             |               | —                        | 閔行区   | 地下二层岛式                         | 左側                                      |

- 注1：依列车行驶方向而言。

1. ↑  甜爱路站涉及文物保护等不确定因素，本站实施情况存在变动的可能。